# Minta
Minta ist eine Gemeinde in Kamerun (Region Centre, Département Haute-Sanaga). Sie liegt an der Fernstraße N1, etwa 40 Kilometer östlich der Bezirkshauptstadt Nanga-Eboko.

## Persönlichkeiten
- Richard Bona (* 1967), kamerunischer Jazz-Bassist und Sänger